# Mike Verstraeten
Mike Verstraeten (12 d'agost de 1967) és un exfutbolista belga.

## Selecció de Bèlgica
Va formar part de l'equip belga a la Copa del Món de 1998.